# Santa Rita de Cássia (Bahia)
Santa Rita de Cássia est une municipalité brésilienne de l'État de Bahia et la microrégion de Cotegipe.